# Cliff Burton
Clifford Lee Burton, ameriški glasbenik, * 10. februar 1962, Castro Valley, Kalifornija, ZDA, † 27. september 1986.
Burton je bil drugi bas kitarist glasbene skupine Metallica, ki se ji je pridružil konec leta 1982 (zamenjal je Rona McGovneya). Še danes velja za enega najboljših bas kitaristov v zgodovini heavy metal glasbe. Bas kitara Rickenbacker 4001 Bass je bila njegov zaščitni znak.
Umrl je na turneji Metallice, ko se je njihov avtobus prevrnil na podeželju Švedske: padel je skozi okno in nanj se je prevrnil avtobus. Ko so dvigovali avtobus z njega, se je pretrgal kabel in avtobus je ponovno padel nanj.
V noči po nesreči se je James Hetfield (kitarist skupine Metallica) napil in je več ur tekal po ulicah kričoč: »Cliff! Cliff! Where are ya??« (»Cliff! Cliff! Kje si?«) Cliffovo truplo so upepelili. Na njegovem pogrebu so zaigrali instrumentalno različico pesmi »Orion« z albuma Master of Puppets.
V nedavno objavljenem intervjuju, ki naj bi ga opravili z Cliff Burtonom le nekaj ur pred smrtjo, Burton napoveduje, da bo Metallica eksperimentirala z nežnejšo glasbo in bo sčasoma delala s slavnimi producenti. Njegove napovedi potrjuje 1991 izdan album Metallica, kot tudi albuma izdana 1996/1997 Load in Reload, ki so občutno »mehkejši«, kot njihova glasba v osemdesetih. Prav tako so se uresničile njegove napovedi sodelovanja s slavnim producentom Bob Rockom, ki je delal že s skupinami Aerosmith, Mötley Crüe in Bon Jovi. Metallica se bi naj s tem »skomercializirala«, zato so mnogi njihovi stari oboževalci prepričani, da je skupina s Cliffovo smrtjo izgubila na kvaliteti.
Burton je so-avtor mnogih pesmi, npr. »Master of Puppets«, »Orion« in »Fade to Black.«
Burton je v Metallici nasledil Jason Newsted, ki je ves čas, ki ga je preživel skupini, bil mnenja, da je tako dobrega bass kitarista nemogoče nadomestiti oziroma naslediti. Newsteda skupina ni nikoli resnično sprejela medse. 10 let so ga obravnavali kot novinca in James Hetfield je strogo nasprotoval, da bi ga sprejeli kot enakovrednega Burtonu.
Bobnar skupine Lars Ulrich je prepričan, da je Metallica z izgubo Cliffa, izgubila dušo.
Po Cliffovi smrti je Metallica izdala album ...And Justice for All leta 1988. Mnogi oboževalci so prepričani, da je bil ta album zadnji poklon skupine pokojnemu glasbeniku in prijatelju, čeprav tega Metallica ni nikoli potrdila. Pomembno dejstvo, ki na to apelira, je instrumentalna pesem z albuma naslovljena »To Live Is To Die« (po frazi, ki jo je nekoč izrekel Cliff), ki jo je napisal Cliff Burton.